# Honkajärvi (sjö i Finland, Norra Österbotten)
Honkajärvi är en sjö i Finland. Den ligger i kommunen Pudasjärvi i landskapet Norra Österbotten, i den centrala delen av landet, 600 km norr om huvudstaden Helsingfors. Honkajärvi ligger 162,4 meter över havet. Arean är 59,3 hektar och strandlinjen är 3,87 kilometer lång. Sjön  ingår i Kiminge älvs huvudavrinningsområde. 